# 平岩優奈
平岩 優奈（ひらいわ ゆうな、1998年11月21日 - ）は、日本の元体操競技選手、YouTuber。
イーグル所属。夫はYouTuberの「こうたろう」こと髙須功太郎。
東京都練馬区出身。成立学園高等学校卒業。2014年世界体操競技選手権、2020年東京オリンピック、2021年世界体操競技選手権の日本代表。
2014年と2021年の全日本個人総合選手権で3位、2014年の全日本種目別選手権の平均台で優勝。

## 経歴
保育園から体操を始める。
2013年、カナダのモントリオールで開催されたカナダ国際において、初めて国際大会に出場し、個人総合で21位、平均台で6位、ゆかで5位だった。
2014年、5月に開催された全日本選手権では、笹田夏実、寺本明日香に次ぐ3位であり、予選8位から順位を上げた。6月のNHK杯は11位。7月の種目別選手権で平均台で1位になり、2014年世界選手権の代表に、笹田夏実、寺本明日香、美濃部ゆう、村上茉愛、井上和佳奈とともに選出された。代表選手の中では最年少だった。しかし、段違い平行棒の練習中に右手の中指中手骨を骨折し、石倉あづみと交代して、再検査と治療のために日本に帰国した。手の怪我こそ回復したものの、突然の辞退を余儀なくされたことにより、精神的な挫折に苦しむことになった。その後の数年間においても怪我に苦しめられ、彼女は自身のキャリアにおける「スランプ」に陥っていたと説明している。
2015年、全日本選手権では、個人総合の予選で13位、決勝で最下位に終わった。1ヶ月後のNHK杯では、全日本の得点と合わせて、21位とわずかに上昇した。
2016年、2月にテキサス州プラーノで行われたWOGA Classic Competitionに出場し、ゆかで2位だった。3月、梶田凪と宮川紗江とともにカナダ国際に出場し、団体は6位だった。個人種目では、個人総合15位、平均台7位、ゆか8位だった。全日本選手権を怪我で欠場したが、翌月の種目別選手権ではゆかと平均台に出場した。ゆかでは決勝進出はならなかったが、平均台は予選を5位で通過して決勝では4位だった。
2017年、全日本選手権は予選33位で決勝進出はならなかった。種目別選手権では平均台のみに出場したが決勝進出はできなかった。全日本学生選手権では、武庫川女子大学の選手として出場し、個人総合5位、跳馬、平均台、ゆかで2位だった。団体選手権においても、武庫川女子大学の選手として段違い平行棒を除く3種目に出場してチームに貢献し、全体で14位だった。
2018年、全日本選手権では、予選55位に終わり、2年連続で決勝進出を逃した。種目別選手権では、平均台とゆかに出場し、平均台は予選を3位で通過したが、ゆかは予選9位で決勝進出を逃した。決勝では、村上茉愛、寺本明日香に次いで3位となり、2014年以来の3位以内となった。全日本学生選手権では、武庫川女子大学の選手として出場し、個人総合と種目別のゆかで優勝した。団体選手権においても、武庫川女子大学の選手として3種目に出場し、平均台で最高得点、ゆかで2番目に高い得点をマークしてチームに貢献し、全体で7位だった。
2019年、前年の全日本選手権で自己最低記録に終わったため、大学チームからNPO戸田スポーツクラブに移籍し、1996年アトランタオリンピック代表の豊島リサ（旧姓菅原）コーチとともに練習した。個人総合選手権には出場しなかったが、個人種目別選手権では平均台とゆかに出場した。平均台は予選21位だったが、ゆかは予選1位で通過した。しかし、決勝で5位に終わった。豊島コーチに師事したおかげで、2014年の怪我に起因する精神的苦痛や恐怖を少しずつ克服していく助けになったと述べている。また、豊島コーチから「結果よりも自分らしい体操をすることが大切」と教わり、コーチの指導により恐怖がなくなっていき、再び体操が楽しくなっていったとも述べている。
2020年、新型コロナウイルス感染症の流行で国際大会の出場機会が限られる中で、全日本シニア選手権でシーズンが始まり、平均台で最高得点、ゆかで村上茉愛に次いで2番目に高い得点をマークし、2位となった。12月の全日本選手権では、予選19位、個人総合は6位に終わったが、種目別選手権では、平均台で3位、ゆかで優勝した。
2021年、新型コロナウイルス感染症の流行による緊急事態宣言で練習の中断を経験する中で、全日本選手権でシーズンが始まり、予選で3位、個人総合決勝では村上茉愛、畠田瞳に次ぐ3位となった。その後、NHK杯でも3位となり、東京オリンピックの代表に内定した。また、全日本選手権決勝とNHK杯におけるEスコアの合計点が女子の出場選手の中で最も高かったことから、セイコーエクセレント賞を受賞した。オリンピック代表に選ばれた後、「もっと体操が好きになれた」と述べ、オリンピック出場を目指す気持ちが再び芽生えたことで、豊島リサコーチに感謝した。東京オリンピックでは、予選で段違い平行棒で落下したが、団体決勝では、出場した跳馬と平均台でミスのない演技を披露し、団体5位入賞に貢献した。オリンピック終了後、10月に行われる世界選手権の代表に、村上茉愛、芦川うらら、畠田瞳とともに選出された。また、所属先をイーグルに変更した。世界選手権は種目別ゆかに出場し、予選6位、決勝8位だった。
また、同年11月よりYouTubeチャンネルを開設。12月からは体操選手でYouTuberの「シダックス」こと志田拓巳、志田の共同制作者で元体操選手、元スポーツクラブインストラクターである「こうたろう」こと高須功太郎を加えた3人共同で双方のチャンネルを跨った動画投稿を開始する。
2023年2月14日、現役引退を発表。同年4月22日に高須功太郎と結婚、5月28日に報告した。
10月28日、第1子妊娠を報告。2024年3月1日、第1子出産を報告。